# Silberfund vor Sainte Marie 2015
Der angebliche Silberfund vor Sainte Marie umfasst einen rund 50 Kilogramm schweren grau angelaufenen Barren, der Anfang Mai 2015 vor der Insel Sainte Marie vor Madagaskar geborgen wurde. Der längliche, nur an einem Ende abgerundete und an der Oberseite mit der großen Einprägung „TS“ und zwei identischen kleineren, jeweils zweizeiligen „IXB; 9(B-Schlangenlinie)“ versehene Barren weist auf halber Länge eine mittige Schwindungsrille auf und wurde laut Präsentation am 7. Mai 2015 auf Madagaskar angeblich in einem Schiffswrack von einem Team von Unterwasserforschern unter Leitung des US-Amerikaners Barry Clifford entdeckt. Es wurde vermutet, dass das Metallstück aus Silber (Dichte: 10,49 g/cm3) ist und zum Schatz des schottischen Piraten William Kidd gehörte, der im 17. Jahrhundert aktiv war.
Bei dem Wrack könnte es sich um die 1698 oder im Januar 1699 gesunkene Adventure Galley von Kidd handeln. Der Barren wurde dem Präsidenten Hery Rajaonarimampianina überreicht und sollte in einem Museum auf Madagaskar ausgestellt werden.
Am 15. Juli 2015 berichtete ORF.at über das Untersuchungsergebnis eines Expertenteams der UNESCO, das im Juni 2015 in Madagaskar war. Der Leiter Michel L’Hour, erklärte: „Es gibt keinen Silberschatz.“ Das angebliche Wrack sei ein kaputter Teil der Hafenkonstruktion der Insel Sainte-Marie, der angebliche „Silberbarren“ ein Ballastblock (eines Schiffs) der aus 95 % Blei (Dichte: 11,34 g/cm3) besteht. Der angebliche Schatz war im Mai „mit großem Brimborium“ vom Team um Clifford dem Präsidenten Madagaskars präsentiert worden. Für Clifford ist es der zweite Rückschlag seiner Unterwasserschatzsuche, über die der britische Fernsehsender History Channel eine Serie dreht. Bei dem von Clifford 2013 vor Haiti entdeckten Wrack des Flaggschiffs Santa Maria [sic] von Kolumbus handele es sich laut Gegenexpertisen um Holzteile aus dem späten 18. Jahrhundert.